# Bruno Henne
Bruno Henne (9. August 1863 in Hamburg – nach 1902) war ein deutscher Theaterschauspieler und -regisseur.

## Leben
Henne genoss seine Ausbildung durch Wilhelm Henne. Sein erstes Engagement fand er in Berlin, kam dann nach Hamburg, Augsburg, Magdeburg, Stettin, Nürnberg, Lübeck, war von 1890 bis 1896 am Stadttheater in Straßburg tätig, und trat sodann in den Verband des Hoftheaters in Coburg-Gotha. Zudem wirkte er als Regisseur des Schau- und Lustspieles.